# Norman Guthkelch
Arthur Norman Guthkelch  (2 de septiembre de 1915 – 28 de julio de 2016) fue un neurocirujano pediátrico británico. Fue el primer neurocirujano pediátrico de Gran Bretaña. Fue el primer médico que sugirió una posible relación entre sacudir a los bebés y consiguientes lesiones cerebrales.

## Biografía
Nacido en las afueras de Londres, Guthkelch en su infancia deseaba convertirse en veterinario, pero más tarde decidió convertirse en médico. Estudió en la universidad de Oxford, donde se licenció en medicina. Fue interno en la Manchester Royal Infirmary. Guthkelch trabajó en la Manchester Royal Infirmary, Salford Royal Hospital, Royal Manchester Children's Hospital y Hull Royal Infirmary. Sus inicios en la profesión fueron influenciados por el neurocirujano Sir Geoffrey Jefferson. Guthkelch ha sido calificado como el primer neurocirujano pediátrico de Gran Bretaña.
Tras plantearse una conexión entre hematoma subdural en bebés y lesiones por sacudidas prolongadas, Guthkelch publicó sus conclusiones en un artículo de 1971 en el British Medical Journal. 
Dijo que dado que en aquella época en el norte de Inglaterra no existía un estigma asociado con la sacudida de bebés, los padres reconocían con franqueza que los bebés habían sido sacudidos.
Más tarde, ha sido muy crítico con la amplia aplicación del diagnóstico de bebé sacudido en procedimientos legales, afirmando que algunas enfermedades podían causar a veces síntomas similares al síndrome de bebé sacudido. "En un caso de sarampión, si realizas un diágnostico incorrecto, en un plazo de siete días ya no importa, porque se ha curado de todas maneras," dice Guthkelch. "Si haces un diagnóstico de síndrome fatal de bebé sacudido, la vida de alguien puede haber acabado" En septiembre del 2015, afirmó a Retro Report que se hallaba "indignado" y "desesperadamente decepcionado" porque los fiscales estuvieran usando su ciencia como una base para condenar a la gente.
Hasta el 2015, con más de 100 años Guthkelch estaba jubilado pero continuó revisando casos en los que se ha acusado a padres o cuidadores de lesionar a bebés mediante sacudida.
La Sociedad para la Investigación de Hidrocefalia y Espina Bífida concede el premio Norman Guthkelch a algún estudiante o joven científico implicado en la investigación de hidrocefalia o espina bífida.